# Pseudofungi
A Pseudofungi (a görög ψευδής (pszeudész), hamis szóból és a Fungi ország nevéből – szó szerint „hamis gombák”), más néven Heterokontimycotina sárgásmoszatok csoportja, többsejtű tagokból álló osztályai az Oomycetes és a Hyphochytriomycetes, egysejtű tagokból álló osztálya a Developayellea. Bár számos biokémiai, ultraszerkezeti és genetikai jellemzője alapján egyértelműen sárgásmoszatok, hifás szaporodásuk és táplálkozási módjuk (ozmotrófia) a velük nem közeli rokon gombákhoz hasonlít.

## Történet
Eredetileg a Pseudofungi törzs azon petespórás gombákat jelentette, melyek masztigonémákkal rendelkeztek egy ostoron.
Thomas Cavalier-Smith 1986-ban a Heterokonta törzs altörzseként sorolta be a Pseudofungit, ennek 1 osztályát írta le, a Pythiisteát. A törzset a Chromista csoportba sorolta.
Thomas Cavalier-Smith 2004-ben közzétett tanulmányában a Heterokonta alország egyik törzseként sorolja be.

## Eredet és ősök
Feltehetően a Pseudofungi plasztiszukat elvesztett sárgásmoszatokból származik. Bár e plasztiszokra nincs bizonyíték, az endoszimbionta vörösmoszatplasztiszok létére van. Tehát egy egysejtű heterotróf Pseudofungi-ős (valószínűleg gombaparazita) a gombagéneket horizontális géntranszferrel szerezte, mely konvergensen a gombákhoz hasonló többsejtűséget okozta, ami megmagyarázza, miért áll néha a sejtfal kitinből és cellulózból. Az altörzs részei:
| (egysejtű)  | Developayella                                                     |
|             | Developayella                                                     |
| (többsejtű) | \| \| Oomycetes \| \| \| \| \| \| Hyphochytriomycetes \| \| \| \| |
|             | \| \| Oomycetes \| \| \| \| \| \| Hyphochytriomycetes \| \| \| \| |
|             | Oomycetes                                                         |
|             |                                                                   |
|             | Hyphochytriomycetes                                               |
|             |                                                                   |

|  | Oomycetes           |
|  |                     |
|  | Hyphochytriomycetes |
|  |                     |

## Jelentőség
A Pseudofungi egyes tagjai növénybetegségeket okoznak, ez foszfittartalmú vegyületek, például alumínium-trisz(etilfoszfit) révén csökkenthető, ez alapján igazolták, hogy a foszfitok biológiailag nem teljesen inaktívak. Az 1844-es írországi éhínséget a Phytophthora infestans okozta, ezt eredetileg gombaként sorolták be Whittaker 1969-es ötországos rendszerében, de kiderült, hogy a sárgásmoszatoknak, például a kovamoszatoknak közelebbi rokona, így azok altörzsébe került.

### Klinikai jelentőség
A Pythium insidiosum pitiózist okoz kután és szubkután granulómás léziókkal. E parazita bejuthat a vérbe, a nyirokba, az emésztőrendszer, a tüdő és a csontok szöveteibe. Első esetét 1986-ban írták le.
A P. insidiosum-fertőzés immunglobulin G-vel észlelhető ELISA-val (enzimkapcsolt immunszorbens assay). Tünetei alapján besorolható szisztémás (teljes szervezetet érintő), szubkután (bőr alatti szövetet érintő), vaszkuláris (ereket érintő) és oftalmikus (szemet érintő) típusba, a szisztémás általában talasszémia és leukémia esetén fordul elő.

## Fordítás
Ez a szócikk részben vagy egészben  a   Pseudofungi című angol Wikipédia-szócikk ezen változatának fordításán alapul.  Az eredeti cikk szerkesztőit annak laptörténete sorolja fel. Ez a jelzés csupán a megfogalmazás eredetét és a szerzői jogokat jelzi, nem szolgál a cikkben szereplő információk forrásmegjelöléseként.